# 표적 시장
표적 시장(標的市場) 또는 수익 시장(serviceable obtainable market, SOM)은 특정한 고객이나 집단을 대상으로 하는 시장을 말한다. 기업이 마케팅 노력과 자원을 목표로 하는 기업의 서비스 가능한 가용 시장 내의 고객 그룹이다. 표적 시장은 제품 또는 서비스에 대한 전체 시장의 하위 집합이다.
표적 시장은 일반적으로 유사한 특성(예: 연령, 위치, 소득 또는 라이프스타일)을 나타내고 기업의 시장 제공물을 구매할 가능성이 가장 높거나 OCHOM에서 서비스를 제공하는 기업에 가장 수익성이 높은 세그먼트일 가능성이 높은 소비자로 구성된다.
표적 시장이 확인되면 비즈니스는 일반적으로 목표의 요구와 기대를 염두에 두고 마케팅 믹스(4P)를 조정한다. 여기에는 일반적인 소비자의 동기, 구매 습관 및 미디어 사용 패턴에 대한 깊은 통찰력을 얻기 위해 추가 소비자 조사를 수행하는 것이 포함될 수 있다.
적합한 표적 시장을 선택하는 것은 시장 세분화 프로세스의 마지막 단계 중 하나이다. 표적 시장의 선택은 비즈니스에 가장 큰 잠재력이 있는 세그먼트를 식별하기 위한 기본 조사를 수행한 후 마케터의 판단에 크게 의존한다.
경우에 따라 비즈니스는 활동의 초점으로 둘 이상의 세그먼트를 선택할 수 있으며, 이 경우 일반적으로 기본 대상과 보조 대상을 식별한다. 1차 표적 시장은 주로 마케팅 노력이 집중되고 더 많은 비즈니스 자원이 할당되는 시장 부문이며, 2차 시장은 종종 더 작은 부문이거나 제품의 성공에 덜 중요하다.
올바른 표적 시장을 선택하는 것은 복잡하고 어려운 결정이다. 그러나 이러한 결정을 내리는 데 도움이 되도록 다양한 휴리스틱이 개발되었다.

## 같이 보기
- 시장세분화
- 마케팅 전략
- 틈새시장
- 포지셔닝